# Segunda Categoría de Santa Elena 2012
El Campeonato Provincial de la Segunda Categoría de Santa Elena 2012 es un torneo de fútbol en Ecuador en el cual compiten equipos de la Provincia de Santa Elena. El torneo es organizado por Asociación de Fútbol No Amateur de Santa Elena (AFNASE) y avalado por la Federación Ecuatoriana de Fútbol.

## Equipos participantes
| Equipos participantes                      | Equipos participantes | Equipos participantes             |
| ------------------------------------------ | --------------------- | --------------------------------- |
|                                            |                       |                                   |
| Equipo                                     | Ciudad                | Estadio                           |
| Club Deportivo Juvenil Carlos Borbor Reyes | Salinas               | Estadio Camilo Gallegos Domínguez |
| Club Deportivo Salinas Internacional       | Salinas               | Estadio Camilo Gallegos Domínguez |
| Club Deportivo Duros del Balón             | Salinas               | Estadio Camilo Gallegos Domínguez |
| Club Deportivo Chanduy                     | Santa Elena           | Estadio Camilo Gallegos Domínguez |
| Club Deportivo Sport Bilbao SV             | Salinas               | Estadio Camilo Gallegos Domínguez |
| Deportivo La Libertad                      | La Libertad           | Estadio Batallón Marañón          |
| Club Deportivo Independiente Salinas       | Salinas               | Estadio Camilo Gallegos Domínguez |
| Club Deportivo Daring                      | Salinas               | Estadio Camilo Gallegos Domínguez |

- Datos: Q6344573